# Тяжёлые крейсера типа «Альмиранте Браун»
Тяжёлые крейсера типа «Альмира́нте Бра́ун» — тип тяжёлых крейсеров аргентинских военно-морских сил. Всего было построено 2 единицы: «Альмиранте Браун» (исп. Almirante Brown), «Вейнтисинко де Майо» (исп. Veinticinco de Mayo). Строились в Италии, стали первыми и последними тяжёлыми крейсерами Аргентины. Название дано в честь национального героя Аргентины адмирала Уильяма Брауна. В 1930—1940-х годах являлись наиболее мощными и современными крейсерами Латинской Америки. Никогда не участвовали в боевых действиях.

## История создания

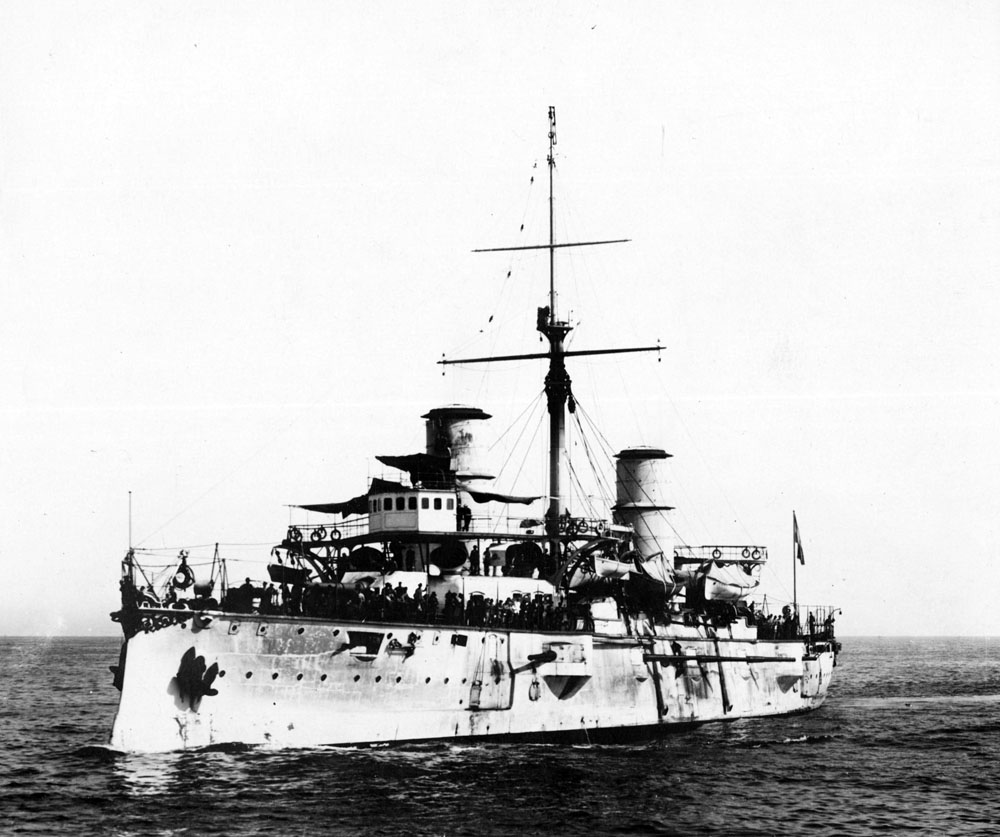
Броненосный крейсер «Пуэйрредон», 1898 года постройки, — самый «современный» аргентинский крейсер 1920-х годов.

К концу 1920-х годов Аргентина располагала самыми многочисленными ВМС в Латинской Америке. Однако если становой хребет флота был представлен относительно современными линкорами типа «Ривадавиа» (исп. Rivadavia), то состояние крейсерских сил было плачевным. В составе флота числились 6 крейсеров — 4 броненосных и 2 бронепалубных постройки 1892—1898 годов. В описываемый период они совершенно устарели и представляли разве что музейное значение. Что касается традиционных противников Аргентины, то положение во флоте Чили было не лучше. В строю находились 2 броненосных и 4 бронепалубных крейсера постройки 1890—1898 годов, ничуть не большей ценности чем аргентинские. Однако флот другого традиционного противника — Бразилии, помимо одного устаревшего крейсера располагала 2 единицами типа «Байя» (порт. Bahia) — гораздо более совершенными кораблями 1910 года постройки, слабо вооружёнными, но оснащёнными паровыми турбинами, что позволяло им легко уходить от любых аргентинских кораблей. Поскольку возможность войны с этими державами считалась реальной, подобное соотношение крейсерских сил представлялось нетерпимым.
Аргентина первой половины XX века считалась сравнительно процветающим государством и входила в первую десятку крупнейших экономик мира по объёму ВНП. В 1926 году была принята десятилетняя программа обновления флота стоимостью 75 миллионов золотых песо, в рамках которой предполагалось строительство 3 тяжёлых крейсеров. Не располагая развитым кораблестроением, Аргентина объявила международный конкурс, в котором приняли участие традиционные поставщики аргентинского флота из Великобритании и США. Однако, к удивлению общественности, конкурс выиграла итальянская компания Odero-Terni-Orlando. 5 мая 1927 года в Лондоне был подписан официальный контракт. От Аргентины его подписал адмирал Исмаэль Галиндас, от OTO президент группы Луиджи Орландо. OTO получила заказ на два корабля общей стоимостью 2 450 тысяч фунтов стерлингов. «Альмиранте Браун» обошёлся Аргентине в 1 123 тысячи фунтов стерлингов, его систершип в 1 225 тысяч. Аргентина не отказывалась и от строительства третьего крейсера, но решили перенести заказ на будущее, когда ожидалось улучшение финансового положения. В конечном счёте, вместо третьего корабля серии в Великобритании был заказан лёгкий крейсер «Ла Архентина» (исп. La Argentina).

## Конструкция

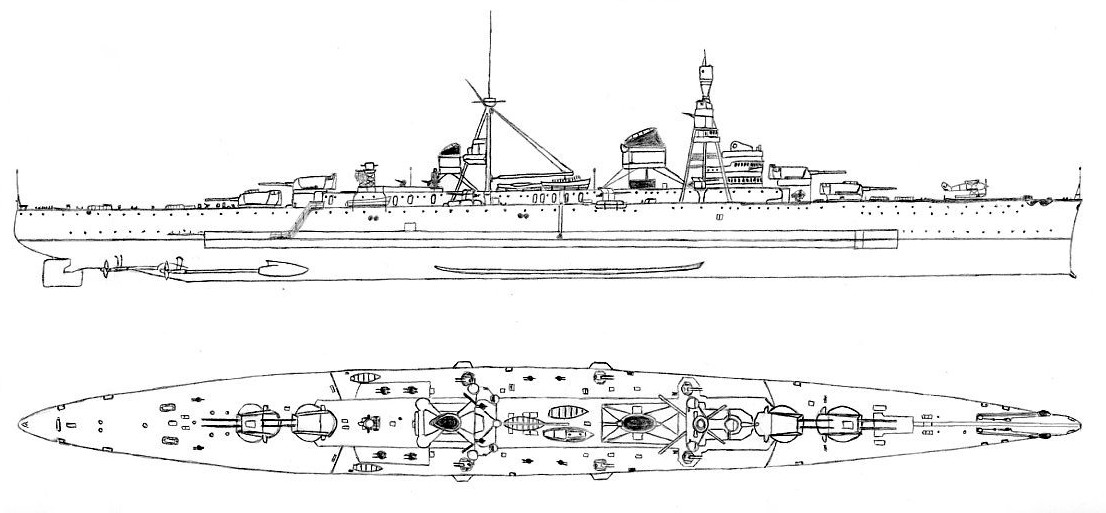
Тяжёлый крейсер типа «Тренто».

Победивший в конкурсе итальянский проект основывался на конструктивных решениях тяжёлых крейсеров типа «Тренто». Два корабля этого типа были заказаны для Королевских ВМС Италии в 1924 году. Это были типичные тяжёлые крейсера первого поколения, со всеми присущими этой генерации крейсеров недостатками, а также с характерной итальянской спецификой.
В проекте «Тренто» основная ставка делалась на скорость и ведение артиллерийского боя на больших дистанциях. Корпуса кораблей традиционно оказались слабыми. Дальностью плавания и мореходностью итальянские конструкторы вновь пренебрегли, полагая эти характеристики малозначимыми для Средиземноморского ТВД, броневая защита рассчитывалась на противостояние 155-мм орудиям новых лёгких крейсеров французского флота типа «Дюгэ Труэн». В отличие от большинства современников, крейсера типа «Тренто» имели весьма мощную, по меркам 1920-х годов, систему ПВО. Все эти особенности плавно перекочевали в проект «Альмиранте Браун», который стал уменьшенным «Тренто». Новый корабль очень напоминал итальянский прототип внешне, хотя имел лишь одну дымовую трубу, бронирование и вооружение также было пропорционально ослаблено.

### Корпус и архитектура

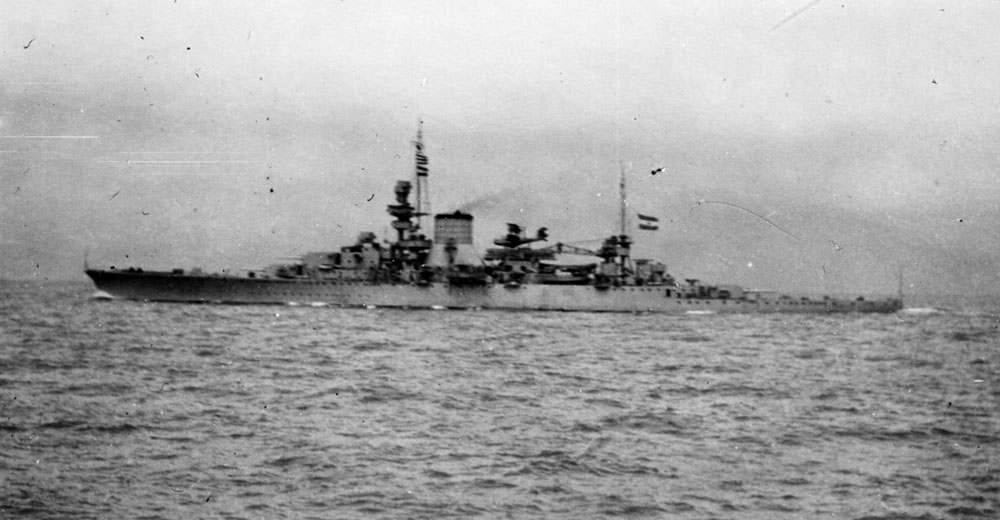
«Альмиранте Браун» после модернизации.

Крейсера типа «Альмиранте Браун» имели корпус полубачного типа с клиперным форштевнем и носовым бульбом. Корпус имел небольшой подъём к носовой части, полубак занимал более 70 %. Отношение длины к ширине составило 9,66. Система набора была смешанной: продольная в районе цитадели и поперечная в оконечностях. Шпангоуты крепились со шпацией 90 см. Вследствие низкого корпуса, машинно-котельные отделения доходили до верхней палубы, которая, в результате, оказалась единственной сплошной палубой крейсеров. Батарейная и жилая палубы фактически являлись платформами и прерывались отсеками энергетической установки. На большей части корпуса имелось двойное дно, переходившее в двойной борт.
Для архитектуры крейсеров были характерны функциональность и лаконичность. Доминирующими элементами силуэта стали носовая надстройка и массивная дымовая труба. Носовая надстройка включала в себя три яруса на которых размещались ходовой мостик, штурманская рубка и боевая рубка. Ходовой мостик был закрытого типа, с покатой крышей и остеклением и имел крылья, не доходившие до бортов. Находившаяся вверху боевая рубка была увенчана бронированным командно-дальномерным постом.
Кормовая надстройка была полутораярусной с кормовым мостиком и резервным пунктом управления огнём. В этой же надстройке располагалась хозяйственные помещения: камбуз, прачечная, баня. Крейсера несли по две треногие мачты, на площадках которых располагались дальномеры, прожекторы и сигнальное оборудование.

### Энергетическая установка
Энергетическая установка крейсеров располагалась по линейной схеме. Два турбозубчатых агрегата системы Парсонса имели номинальную мощность 85 000 л. с. при давлении в котлах 21 атм. Турбины запитывались паром из шести водотрубных котлов системы Ярроу. При номинальной мощности формулярная скорость составляла 32 узла. На испытаниях «Вейнтисинко де Майо» разогнался до 32,5 узлов при форсировании турбин до мощности 116 000 л.с. Движение обеспечивалось двумя трёхлопастными винтами, диаметром 4,06 м.
Поскольку аргентинские крейсера предназначались для операций в океане, конструкторы постарались обеспечить солидную дальность плавания. Топливо хранилось в носовых и кормовых цистернах, междудонном пространстве и отсеках двойного борта. Его общий запас составлял 1800 тонн, при максимальной загрузке — 2300 тонн. Этот показатель примерно соответствовал более крупным «Тренто», но заметно меньшая мощность турбин давала дальность 8030 миль при скорости 14 узлов. Некоторые источники дают цифру 7300 миль или 12 000 миль при той же скорости.

### Бронирование
Броневая защита крейсеров типа «Альмиранте Браун» стала подобием применённой на типе «Тренто». Её основой стал бортовой броневой пояс толщиной 70 мм. Он простирался от барбета носовой башни главного калибра до барбета кормовой. Его длина составляла 108,5 м, высота — 2,6 м. При этом, при нормальном водоизмещении, под водой находилось лишь 0,6 м брони и 1 м при полном водоизмещении, что не давало надёжной защиты при попаданиях с недолётом. Выше главного пояса шёл 25-мм противоосколочный, высотой также 2,6 м. Не обеспечивая серьёзной защиты, он, по мысли конструкторов, вынуждал противника использовать только бронебойные снаряды, что должно было снизить масштаб разрушений при попаданиях.
Главный броневой пояс замыкался траверсами, толщиной от 40 до 60 мм. Сверху на главный пояс накладывалась плоская 25-мм броневая палуба. Её толщина была совершенно недостаточной и не давала серьёзной защиты от снарядов на больших дистанциях. Башни главного калибра и барбеты башен защищались тонкой 50-мм броней со всех сторон. Боевая рубка, командно-дальномерный пост и коммуникационная труба между боевой рубкой и броневой палубой имели 65-мм бронирование. В целом, броневая защита примерно соответствовала стандартам первого поколения тяжёлых крейсеров и частично защищала лишь от огня лёгких крейсеров и эсминцев, совершенно не давая защиты от огня орудий, аналогичных собственным.

### Вооружение

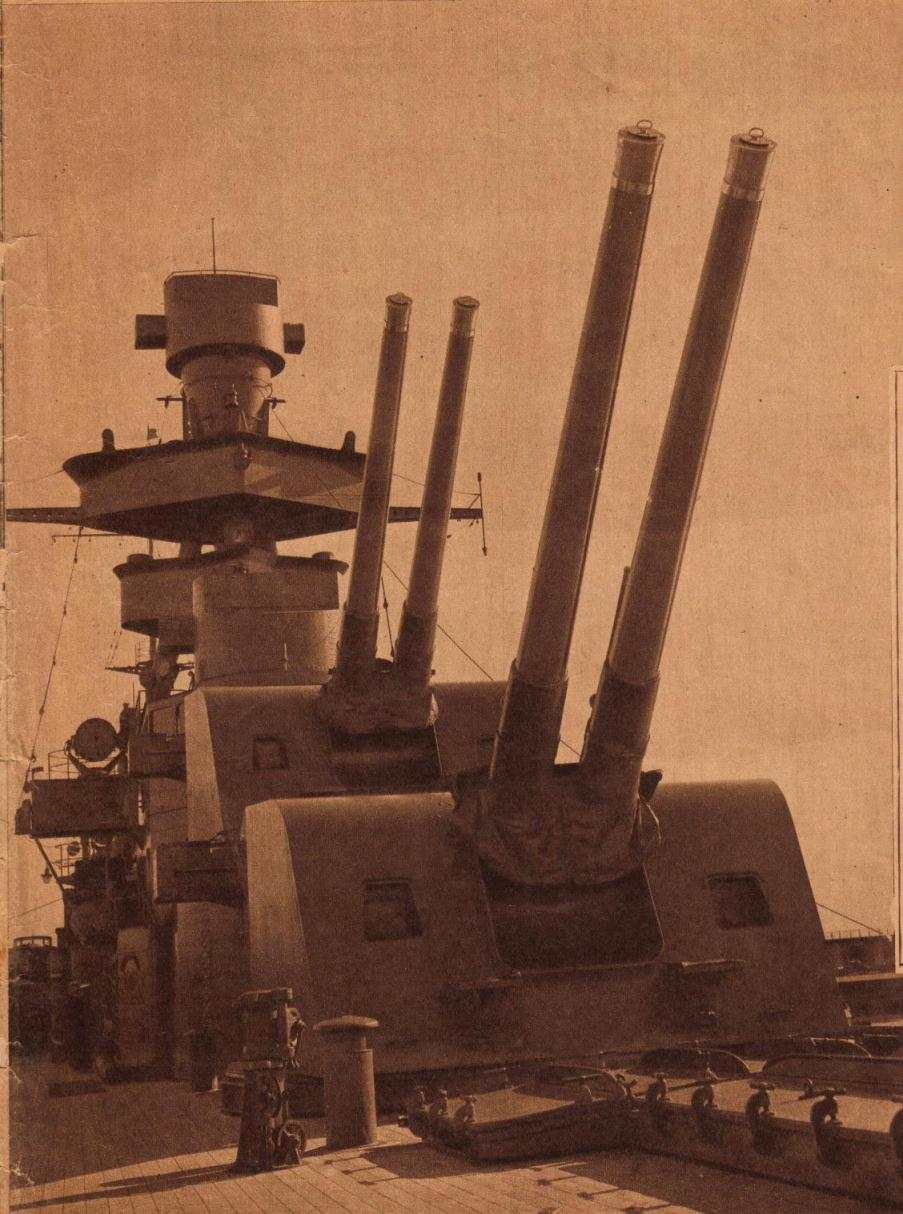
Носовые башни главного калибра на «Альмиранте Браун».

#### Главный калибр
Хотя проект разрабатывался на базе типа «Тренто», установить на аргентинских крейсерах весьма массивные 203-мм орудия в достаточном количестве не представлялось возможным. Поэтому выбор пал на калибр 190 мм. 190-мм/52 орудия были разработаны итальянской компанией «Одеро-Терни» вскоре после окончания Первой мировой войны и представляли собой версию 190-мм/50 пушек MK.IV, производства британской компании «Виккерс», которыми вооружались первые в мире тяжёлые крейсера типа «Хокинс». Сведений об этом орудии сохранилось крайне мало, но итальянские историки предполагают, что данная артсистема была разработана для перспективных крейсеров итальянского флота, но оказалась невостребованной после заключения Вашингтонского морского договора 1922 года, установившего максимальный калибр крейсерской артиллерии в 203 мм. Следует отметить, что кроме крейсеров типа «Альмиранте Браун» эти пушки не применялись более ни на одном корабле.
Первоначально предполагалось вооружить крейсера девятью 190-мм орудиями в трёх трёхорудийных башнях. Однако уже предварительные расчёты показали, что это приведет к недопустимой перегрузке кораблей. Поэтому пришлось ограничиться шестью орудиями в трёх двухорудийных башнях. Сами орудия, по оказавшейся неудачной итальянской практике тех лет, имели чрезмерно форсированную баллистику, приводившую к быстрому износу стволов. Начальная скорость снаряда составляла 959 м/с. Использовалось два типа снарядов: бронебойный, массой 90,9 кг и фугасный, массой 90,05 кг. Общий боекомплект достигал 120 снарядов на ствол. Максимальная дальность стрельбы при возвышении стволов 46° — 27 300 м.
Орудийные башни проектировались на основе башен крейсеров типа «Тренто». Башни вращались гидравлическим приводом и имели углы обстрела по 150° на каждый борт. Углы вертикальной наводки колебались от −7° до +45°, но заряжание орудий было возможно лишь при углах возвышения от 0° до +12°. Практическая скорострельность могла достигать 3,2 выстрелов в минуту. Сами орудия устанавливались, как и на прототипах в общей люльке, с расстоянием между осями стволов лишь 81 см, что по опыту итальянского флота должно было отрицательно сказаться на меткости стрельбы, за счёт взаимного влияния воздушных потоков от снарядов.

#### Универсальный калибр
К середине 1920-х годов итальянский флот уже принял на вооружение 100-мм спаренную универсальную установку OTO Mod. 1924 системы Минизини. Однако, по неизвестным причинам, для аргентинских крейсеров предпочли разработать оригинальную спаренную установку, которая устанавливалась более ни на одном корабле. Новая артсистема, созданная конструкторами OTO, базировалась на 102-мм пушке «Шнейдер-Армстронг» образца 1918 года и производилась в Италии по лицензии компанией «Ансальдо». Такими орудиями в спаренных установках вооружались миноносцы типа «Куртатоне».
Артиллерийская часть для новой системы была взята без изменений, но для применения пушек по воздушным целям пришлось разработать новый станок, обеспечивавший подъём стволов на угол до +80. При этом, высота осей цапф достигла 2 м и для заряжающих пришлось сделать специальные площадки. Орудия стреляли снарядами массой 13,74 кг с начальной скоростью 850 м/с. Горизонтальная дальность достигала 15 000 м, скорострельность — 7 выстрелов в минуту, что являлось весьма скромным показателем для зенитного орудия. Шесть спаренных установок разместили по бортам, в средней части кораблей. Управление огнём велось с помощью трёх пятиметровых оптических дальномеров, два из которых размещались на фок-мачте, а третий на кормовой надстройке.

#### Лёгкий зенитный калибр

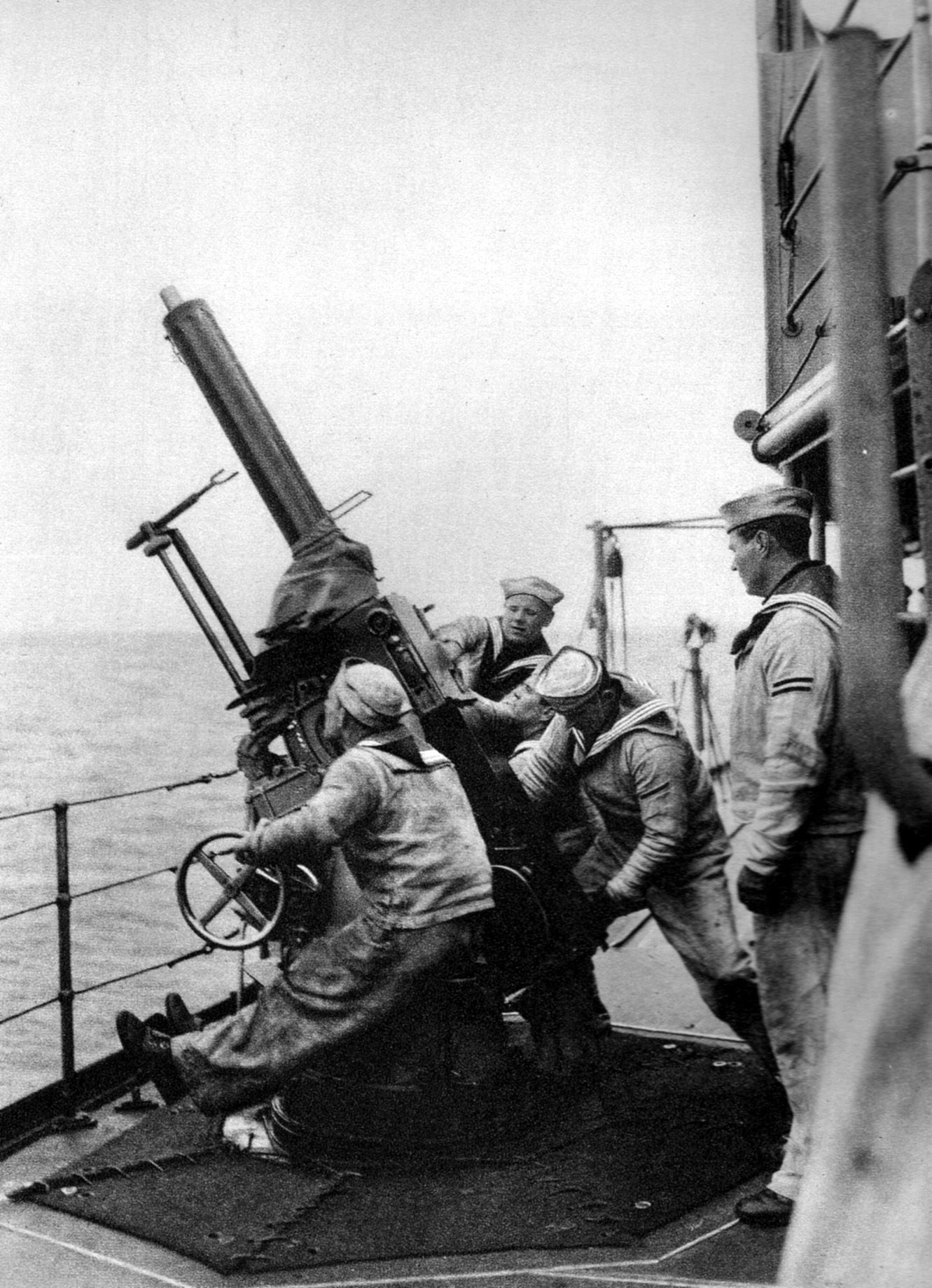
40-мм зенитный автомат «Пом-пом».

Лёгкий зенитный калибр крейсеров типа «Альмиранте Браун» был представлен 40-мм/40 автоматическими пушками «Виккерс-Терни» образца 1917 года. Шесть таких орудий размещалось у кормовой надстройки. Орудие представляло собой лицензионный вариант британского орудия Vickers QF 2 pounder Mark II , за характерный звук при стрельбе часто именуемое «Пом-пом». Система была принята на вооружение британского флота в 1915 году и до начала 1920-х годов бывшая наиболее распространённым лёгким зенитным орудием в мире. «Пом-пом» широко поставлялся на экспорт, кроме того, велась продажа лицензий на производство.
Конструктивно орудие представляло собой масштабно увеличенный пулемёт Максима. Оно имело простую конструкцию, ствол с водяным охлаждением и питание от матерчатых лент. Орудие устанавливалось на тумбу, располагало только ручным приводом наведения и комплектовалось простейшими прицельными приспособлениями. Начальная скорость разрывного снаряда массой 0,907 кг (2 фунта) была лишь 610 м/с, что обеспечивало весьма скромные показатели досягаемости, особенно по высоте. Техническая скорострельность составляла 200 выстрелов в минуту, практическая не превышала 90. Итальянская версия отличалась от оригинала лишь магазинным питанием вместо ленточного, что несколько повысило надежность подачи патронов. Цилиндрический магазин вмещал 50 патронов. К концу 1930-х годов этот автомат безнадёжно устарел.

#### Торпедное вооружение
Торпедное вооружение крейсеров было представлено двумя 533-мм трёхтрубными торпедными аппаратами, которые размещались на верхней палубе, перпендикулярно борту. Длина аппаратов не позволила поместить их симметрично и они располагались со смещением по отношению друг к другу. В борту были устроены специальные порты, через которые выдвигались трубы аппаратов. Они стреляли итальянскими торпедами SI образца 1925 года. Торпеда имела общую массу 1781 кг, несла 250 кг взрывчатого вещества и могла пройти 4000 м на скорость 42 узла, или 10 000 м на скорости 24 узла. Помимо торпед в самих аппаратах, имелось ещё по три запасных, хранившихся неподалёку.

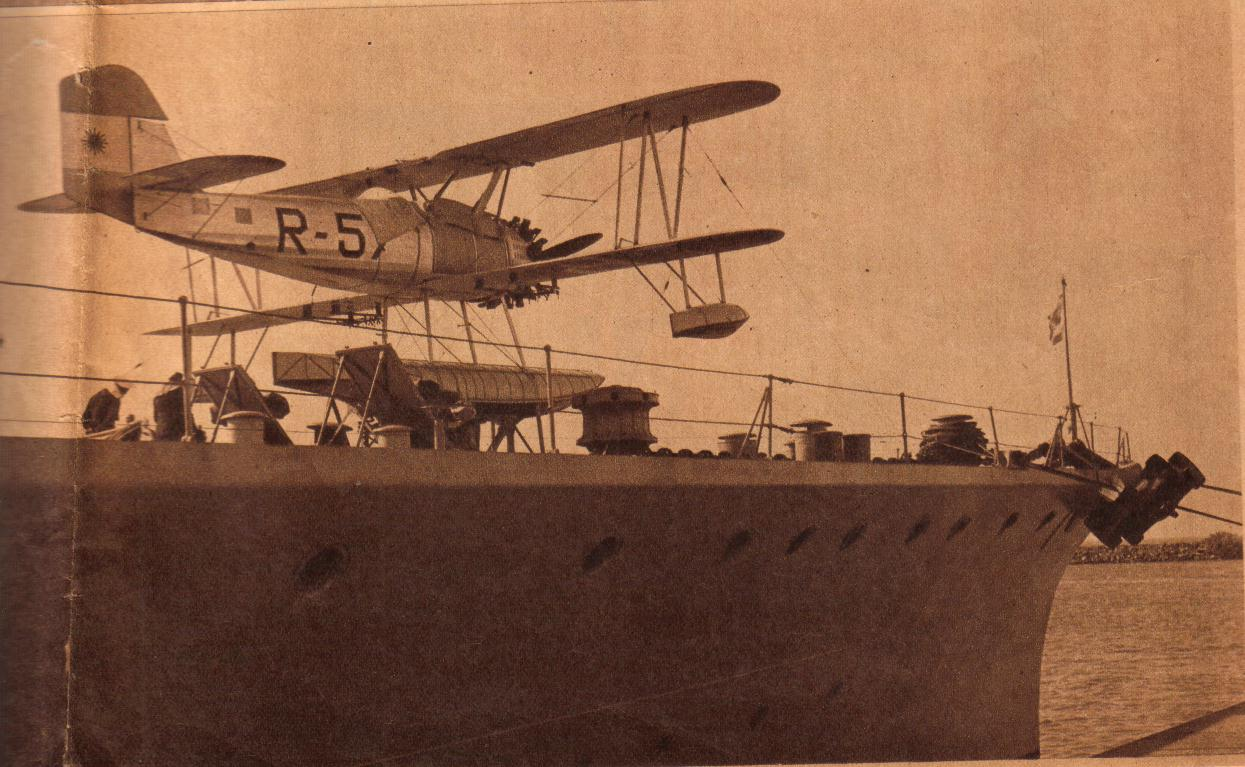
Гидроплан на борту «Альмиранте Браун».

Поскольку аппараты не поворачивались, нацелить их можно было лишь установкой гироскопов или же целиться самим кораблем. Опыт боевых действий итальянских крейсеров, вооружённых подобным образом, показал, что применение таких способов является практически нереальным в морском бою. В итоге, торпедное вооружение крейсеров типа «Альмиранте Браун» можно считать фактически бесполезным и опасным для самих носителей грузом.

#### Авиационное вооружение
Военно-морская теория межвоенного периода требовала оснащения крупных артиллерийских кораблей гидросамолётами с катапультным стартом. Крейсера типа «Альмиранте Браун» также получили возможность нести самолёты. Изначально размещение авиационного вооружения полностью повторяло тип «Тренто». Пневматическая катапульта размещалась в носовой части, перед башнями главного калибра, подпалубный ангар под ней. Для извлечения самолётов из ангара использовался съёмный кран, который в походном положении укладывался на палубу. Хотя теоретически подобное размещение оборудования представлялось выгодным с точки зрения удобства взлёта самолётов, практика показала, что эксплуатация носовой катапульты сопряжена со многими трудностями. Самолёт, установленный на катапульте, заливало водой, а сам он мешал стрельбе. В результате, к середине 1930-х годов, носовая катапульта была снята и заменена на обычную, поворотную, размещённую в средней части корабля.
Что касается самих гидросамолётов, то первоначально крейсера несли по два поплавковых биплана Vought V-65F Corsair американского производства. В 1937 году их заменили на закупленные в США самолёты-амфибии Grumman JF Duck. Однако эти машины не проходили в люки ангара и должны были постоянно размещаться на катапульте. Формально крейсера могли нести по два таких самолёта, но фактически имели лишь по одному.

### Мореходность
Итальянские стандарты судостроения предусматривали создание кораблей для условий Средиземного моря, что предполагало сравнительно невысокие требования к мореходности. В связи с этим, крейсера типа «Альмиранте Браун» получили низкий надводный борт, высота которого в носу не превышала 6,5 м. Однако эксплуатация крейсеров в Южной Атлантике продемонстрировала их явно недостаточную для океана мореходность. В свежую погоду носовая часть крейсеров сильно заливалась водой, которая проникала в помещения под полубаком и в надстройки. Небольшая метацентрическая высота вызывала сильную бортовую качку. Ситуация особенно ухудшилась после модернизации, которая увеличила верхний вес. Таким образом, мореходные качества крейсеров типа «Альмиранте Браун» оказались весьма низкими и создавали серьёзные проблемы при океанских походах.

### Экипаж и обитаемость
Экипаж крейсеров типа «Альмиранте Браун» первоначально насчитывал 600 человек. Размещение было традиционным для начала XX века. Офицеры располагали каютами в кормовой части кораблей, унтер-офицеры помещались в каютах в носовой части. Рядовой состав не имел ни кубриков, ни постоянных спальных мест и располагал лишь гамаками, которые подвешивались по всему кораблю и убирались на день в специальные шкафы. Такое размещение команды не отвечало стандартам межвоенного периода и выглядело анахронизмом на фоне ведущих флотов. Количество жилых помещений увеличилось после переноса катапульты на мидель, что дало возможность разместить часть команды в бывшем носовом ангаре. Однако к тому времени численность экипажа выросла до 780 человек и качество обитаемости осталось неудовлетворительной.

### Модернизации
Не будучи задействованы в войне, аргентинские крейсера подвергались лишь незначительным модернизациям. В 1949 году на кораблях установили навигационный радиолокатор британского производства, типа 268. Также после Второй мировой войны были усовершенствованы зенитные средства. В 1947 году вместо совершенно устаревших автоматов «Виккерс-Терни» были установлены четыре спаренных 40-мм установки «Бофорс». К 1956 году безнадёжно устарели и универсальные 102-мм орудия. Их заменили на «Бофорсы», причём общее количество 40-мм автоматов достигло 20. Для управления их огнём были размещены ПУАЗО американского производства.

## Служба
|                     | заложен              | спущен               | вступил в строй   | списан             |
| ------------------- | -------------------- | -------------------- | ----------------- | ------------------ |
| Альмиранте Браун    | 12 ноября 1927 года  | 28 октября 1929 года | 18 июля 1931 года | 27 июня 1961 года  |
| Вейнтисинко де Майо | 29 декабря 1927 года | 11 августа 1929 года | 11 июля 1931 года | 24 марта 1960 года |

### «Альмиранте Браун»

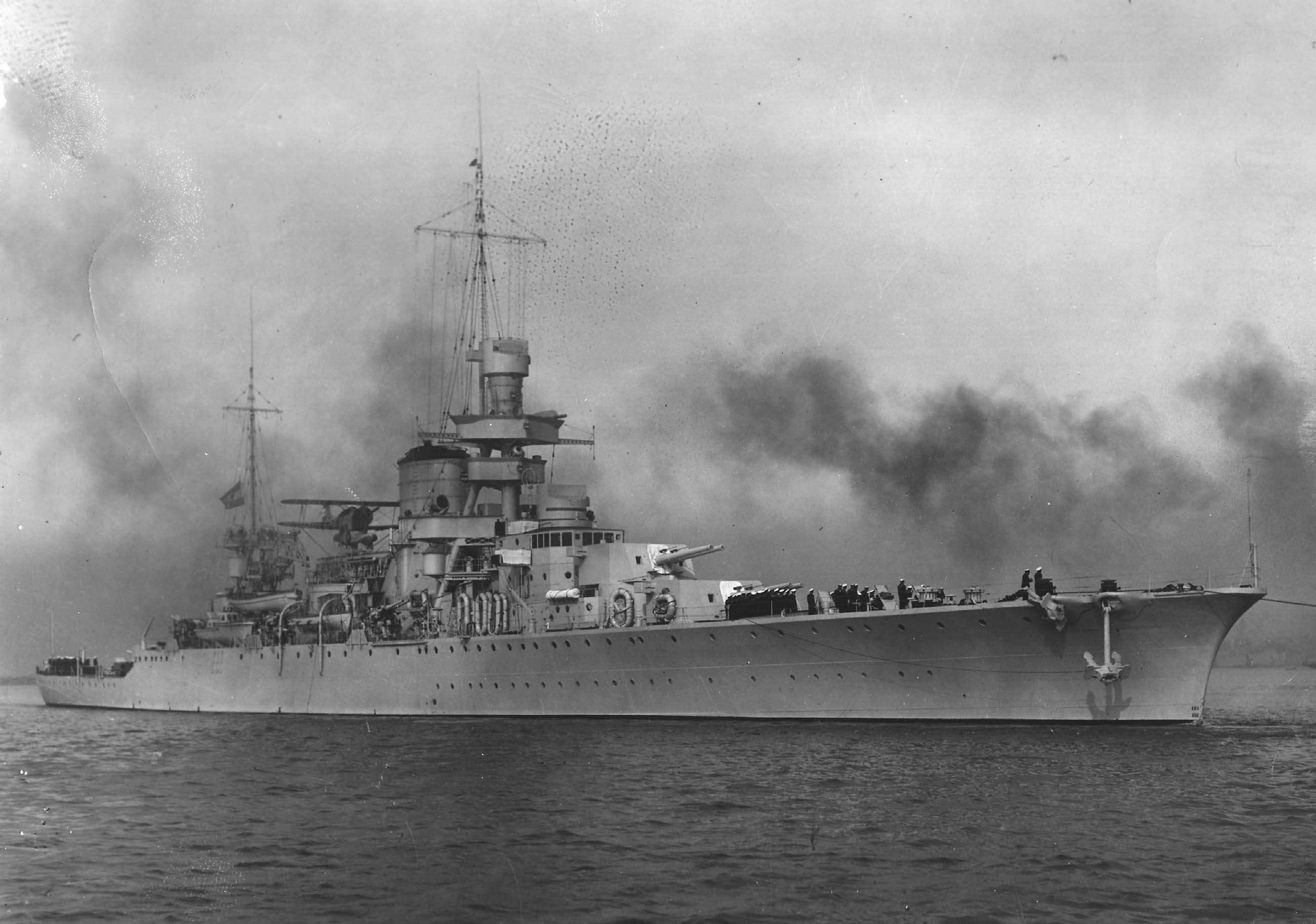
«Альмиранте Браун» в 1949 году.

«Альмиранте Браун» был назван в честь национального героя Аргентины и стал третьим аргентинским боевым кораблем с таким названием. Адмирал Уильям Браун (1777—1857 гг.), ирландец по происхождению, считается основателем военного флота страны. Девизом крейсера стала цитата Брауна: «Пойти ко дну, но не сдать штандарт» (исп. Irse a pique antes que render).
Аргентинский флаг был поднят на «Альмиранте Браун» 5 июля 1931 года, когда крейсер ещё находился в Италии. 27 июля «Альмиранте Браун» вместе с «Вейнтисинко де Майо» отправился в Аргентину, куда оба корабля прибыли 15 сентября 1931 года. 16 сентября «Альмиранте Браун» был официально включен в состав ВМС Аргентины и стал флагманом дивизии крейсеров. «Альмиранте Браун», как и его систершип, принимал участие во всех учениях флота, регулярно демонстрировал военно-морскую мощь страны на парадах в Буэнос-Айресе. В январе—феврале 1937 года корабль совершил поход в Тихий океан, где посетил порты Вальпараисо и Кальяо. В том же году крейсер нанёс официальный визит в Рио-де-Жанейро, доставив туда президента Аргентины Агустина Хусто.
В феврале 1938 года «Альмиранте Браун» участвовал в торжествах по случаю вступление в должность президента Аргентины Роберта Ортиса. В ноябре—декабре крейсер совершил плавание в Лиму, доставив туда министра иностранных дел страны Хосе Кантило. В августе 1939 года «Альмиранте Браун» побывал в Монтевидео, доставив туда президента Уругвая Альфредо Бальдомиро. При этом корабль по-прежнему принимал активное участие во всех учениях и манёврах флота. Во время очередных учений у Огненной Земли, крейсер стал участником самого трагического инцидента в аргентинском флоте. 3 октября 1941 года, в условиях густого тумана, «Альмиранте Браун» врезался в эсминец «Корриентес» (исп. Corrientes) типа «Буэнос-Айрес». Удар пришёлся в среднюю часть, после чего эсминец разломился и затонул. Практически сразу в корму крейсера врезался линкор «Ривадавия». «Альмиранте Браун» получил тяжёлые повреждения, но остался на плаву благодаря умелым и решительным действиям экипажа и своим ходом ушёл на базу флота Пуэрто-Бельграно. Ремонт корабля продолжался более трёх месяцев.
В октябре 1942 года «Альмиранте Браун» в составе дивизии крейсеров побывал в Чили, где участвовал в торжествах по случаю столетия со дня смерти Бернардо О’Хиггинса. В конце 1942 года корабль встал на капитальный ремонт, который продолжался более года. В действующий состав флота «Альмиранте Браун» вернулся в начале 1944 года. 27 марта 1945 года Аргентина объявила войну Германии и Японии, и в июле он безуспешно производил поиск германских подводных лодок, остававшихся в Южной Атлантике после капитуляции Германии.
В 1946 году крейсер посетил Вальпараисо, а затем участвовал в торжествах по поводу инаугурации Хуана Доминго Перона. В 1947 и 1948 годах «Альмиранте Браун» принимал участие в учениях флота у берегов Антарктиды. В 1949 году крейсер нанёс визит доброй воли в Нью-Йорк, посетив на обратном пути Тринидад. В 1951 году, в связи с покупкой в США лёгких крейсеров типа «Бруклин», «Альмиранте Браун» был переведён во 2-ю дивизию крейсеров. С 1952 года корабль вывели в резерв и он стоял в Пуэрто-Бельграно с минимальным экипажем. Несмотря на это моряки сумели вывести свой корабль в океан в ходе восстания 16 сентября 1955 года, свергнувшего диктатуру Перона.
В 1956—1957 году «Альмиранте Браун» совершал учебные плавания с кадетами на борту. После 1957 года он уже редко выходил из базы. В 1959 году его вновь вывели в резерв, а в 1960 году полностью разоружили. «Альмиранте Браун» был списан 27 июня 1961 года, а 2 марта 1962 года его продали с торгов итальянской фирме для разделки на металл. Корабль в том же году отбуксировали в Италию где он и был разобран.

### «Вейнтисинко де Майо»

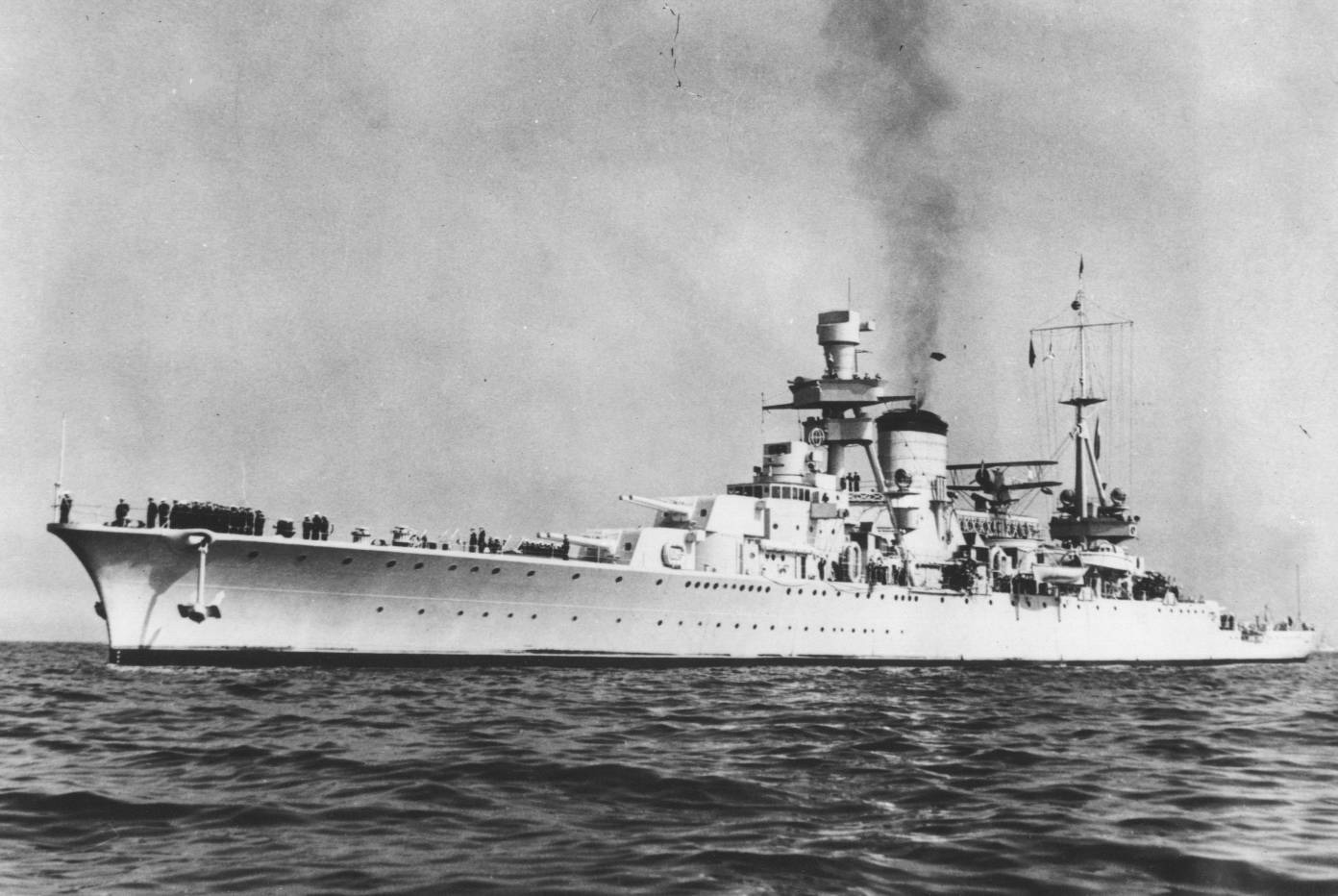
Тяжёлый крейсер «Вейнтисинко де Майо»

«Вейнтисинко де Майо» (25 мая) получил своё название в честь дня начала Майской революции — 25 мая 1810 года. Эта дата отмечается в стране как национальный праздник. Крейсер стал 11-м в истории аргентинского флота кораблём с таким названием, причём первым его носил флагман адмирала Брауна. Девиз корабля — «Клянёмся умереть со славой» (исп. Juremos con Gloria Morir).
Так же, как и на «Альмиранте Браун», аргентинский флаг был поднят над кораблём 5 июля 1931 года, а 15 сентября 1931 года оба крейсера прибыли в Аргентину. Бо́льшую часть карьеры «Альмиранте Браун» и «Вейнтисинко де Майо» действовали вместе, участвуя в учениях флота и посещая соседние страны. В июне 1935 года «Вейнтисинко де Майо» доставил в Рио-де-Жанейро канцлера Бразилии Жозе Мачедо Соареша.
Вскоре после начала Гражданской войны в Испании, «Вейнтисинко де Майо» был отправлен к берегам этой страны для защиты аргентинских граждан. Крейсер вышел из Пуэрто-Бельграно 8 августа 1936 года и 22 августа прибыл в порт Аликанте. Здесь экипаж корабля оказал значительную гуманитарную помощь как аргентинцам, так и гражданам Испании. Именно в Аликанте «Вейнтисинко де Майо» единственный раз вступил в бой. В конце октября 1936 года на порт совершила налёт авиация франкистов и аргентинский корабль открыл зенитный огонь для самозащиты. При этом он ненамеренно прикрыл и стоявший неподалёку советский транспорт «Курск», который доставил республиканцам груз из истребителей И-16 и авиабомб. «Вейнтисинко де Майо» вернулся в Аргентину 14 декабря 1936 года.
В январе—феврале 1937 года «Вейнтисинко де Майо» вместе с другими аргентинскими кораблями совершил поход в воды Тихого океана, побывав в Вальпараисо и Кальяо. Вместе с систершипом он в том же году посетил Рио-де-Жанейро. В начале 1938 года «Вейнтисинко де Майо» побывал в Монтевидео. Ещё раз крейсер посетил столицу Уругвая в 1940 году. В течение всех этих лет «Вейнтисинко де Майо» участвовал во всех учениях флота. В феврале 1944 года корабль был поставлен на капитальный ремонт, который закончился в начале 1945 года. На испытаниях после ремонта корабль смог развить скорость 32 узла. В мае 1945 года «Вейнтисинко де Майо» осуществлял безуспешный поиск германских подводных лодок у берегов Аргентины. После закупки американских крейсеров активность кораблей типа «Альмиранте Браун» резко понизилась. Хотя они ещё приняли участие в ряде учений флота, в 1954 году «Вейнтисинко де Майо» был разоружён, а его экипаж переведён на «Альмиранте Браун». Однако к середине 1955 года крейсер был вновь приведён в боеспособное состояние и совершил учебный поход с курсантами. В 1957—1958 годах «Вейнтисинко де Майо» крайне редко выходил в море, а в 1959 году выведен в резерв. 24 марта 1960 года корабль списали и в 1962 году продали на слом в Италию. 2 марта 1962 год «Вейнтисинко де Майо» покинул Аргентину и отправился на разборку.

## Оценка проекта

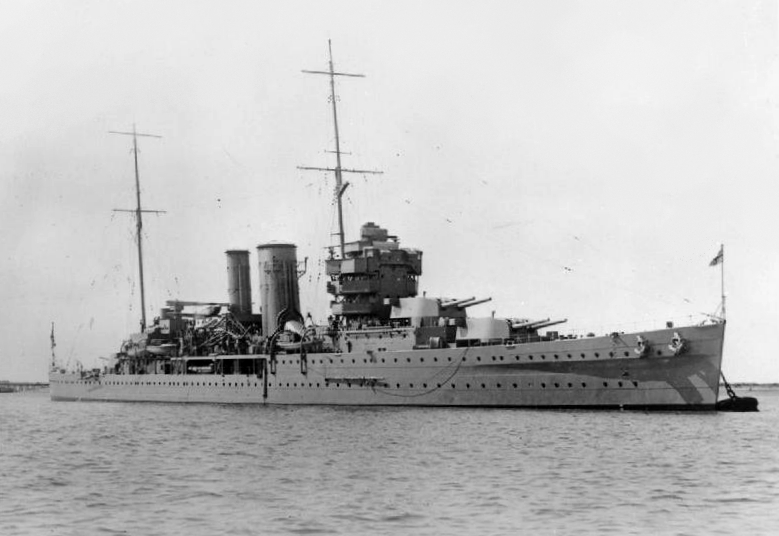
Тяжёлый крейсер «Йорк».

Аргентинский проект создавался под весьма специфические требования и имел крайне мало аналогов во флотах других стран. На рубеже 1920—1930-х годов все великие морские державы стремились к созданию тяжёлых крейсеров максимального водоизмещения, разрешённого Вашингтонским договором. Поэтому «Альмиранте Браун» можно сопоставить лишь с немногими нестандартными тяжёлыми крейсерами других флотов. Наиболее близки по своим характеристикам к аргентинским крейсерам британский тип «Йорк», а также японские «Фурутака» и «Аоба».
Британские тяжёлые крейсера типа «Йорк» представляли собой экспериментальный проект, известный как крейсер типа «B», разработанный в 1925—1926 году как ответ на неудовлетворительную броневую защиту тяжёлых крейсеров типа «Каунти». Кроме того, ставилась задача создать меньший по размерам и менее дорогой корабль, поскольку в условиях ограниченного военного бюджета, Королевский флот не мог позволить себе массовое строительство крейсеров по 2 млн фунтов стерлингов за единицу. С последней задачей проектировщикам действительно удалось справиться — «Йорк» и его систершип «Эксетер» обошлись казне по 1,6 млн фунтов.

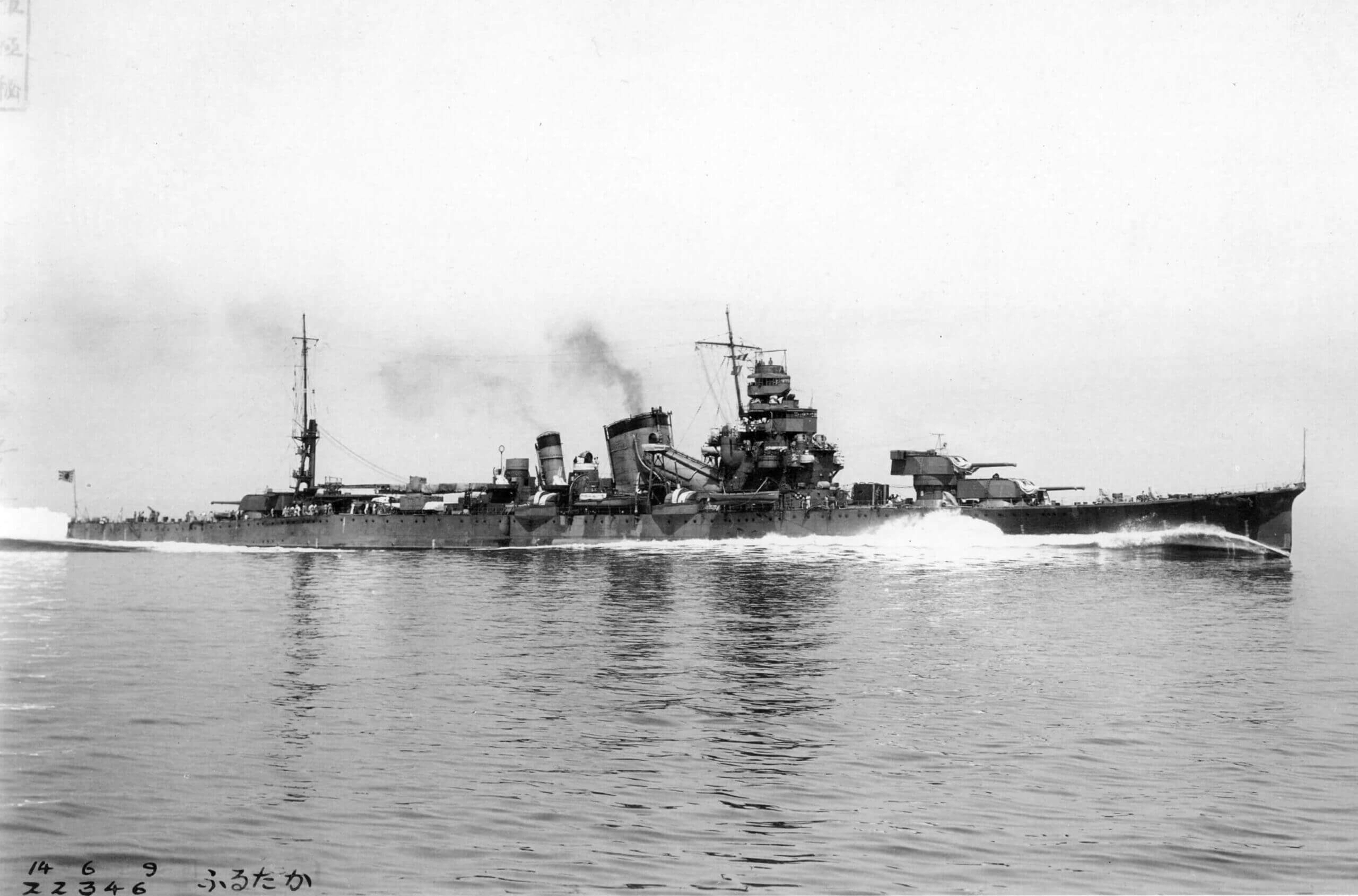
Тяжёлый крейсер «Фурутака».

С прочими поставленными требованиями дело обстояло гораздо хуже. Имея лишь шесть 203-мм орудий, тип «Йорк» был заметно слабее типичного «вашингтонского» крейсера, но существенно улучшить броневую защиту не удалось. Сэкономленного водоизмещения хватило лишь на тонкий бортовой пояс в районе энергетической установки. Погреба боеприпаса получили традиционную для британских тяжёлых крейсеров коробчатую защиту солидной толщины. Зенитное вооружение «йорков» было откровенно слабым. «Йорк» и «Эксетер» пополнили британский флот в 1930—1931 годах и стали последними тяжёлыми крейсерами Королевского флота. Надежды британских адмиралов создать новый международный стандарт класса тяжёлых крейсеров не оправдались и тип «Йорк» считался малоудачным проектом, хотя доблестные действия крейсера «Эксетер» в ходе Второй мировой войны позволяют смягчить эту оценку.
Первые японские тяжёлые крейсера начали разрабатываться ещё в годы Первой мировой войны, причём проект рассматривался как крейсер-скаут, предназначенный для ведения дальней разведки в интересах главных сил флота. Дальнейшее проектирование шло с оглядкой на новейшие типы крейсеров вероятных противников, в частности, американских лёгких крейсеров типа «Омаха» и британских тяжёлых крейсеров типа «Хокинс». Желая превзойти эти корабли, японцы решили вооружить их новейшими 200-мм орудиями, расположенными в одноорудийных башнях по пирамидальной схеме в носу и корме крейсеров. Шесть таких пушек должны были обеспечить решающее превосходство в огневой мощи. Предусматривались скорость 35 узлов и приличное бронирование при минимально возможном водоизмещении.
Проект был окончательно готов ещё до подписания Вашингтонского договора. Два крейсера типа «Фурутака» заложили в 1922 году. Не дожидаясь даже спуска этих крейсеров на воду, японский флот заказал ещё две единицы типа «Аоба». От предшественников этот проект отличался, главным образом, более традиционным расположением артиллерии в двухорудийных башнях по линейно-возвышенной схеме. Также как и тип «Фурутака» они несли мощное торпедное вооружение. При вводе в 1926—1927 годах в строй всех четырёх единиц выявилась их огромная строительная перегрузка. Хотя были приняты меры для устранения выявленных недостатков, а во второй половине 1930-х годов эти крейсера прошли обширную модернизацию, с установкой новой артиллерии, командование флота полагало и «Фурутаку» и «Аобу» неудачными типами кораблей и в дальнейшем перешло к строительству полноценных «вашингтонских» крейсеров типа «Мёко».
| Сравнительные ТТХ «Альмиранте Браун» и его зарубежных аналогов | Сравнительные ТТХ «Альмиранте Браун» и его зарубежных аналогов | Сравнительные ТТХ «Альмиранте Браун» и его зарубежных аналогов | Сравнительные ТТХ «Альмиранте Браун» и его зарубежных аналогов | Сравнительные ТТХ «Альмиранте Браун» и его зарубежных аналогов | Сравнительные ТТХ «Альмиранте Браун» и его зарубежных аналогов |
| Основные элементы                                              | «Альмиранте Браун»                                             | «Фурутака»                                                     | «Аоба»                                                         | «Йорк»                                                         |                                                                |
| -------------------------------------------------------------- | -------------------------------------------------------------- | -------------------------------------------------------------- | -------------------------------------------------------------- | -------------------------------------------------------------- | -------------------------------------------------------------- |
| Водоизмещение, стандартное/полное, т                           | 6800/9000                                                      | 8700/11 273 — 11 275                                           | 9088/11 660                                                    | 8250 — 8390/10 350 — 10 490                                    |                                                                |
| Энергетическая установка, л. с.                                | 85 000                                                         | 103 400                                                        | 110 000                                                        | 80 000                                                         |                                                                |
| Максимальная скорость, узлов                                   | 32                                                             | 33                                                             | 33                                                             | 32 — 32,25                                                     |                                                                |
| Дальность плавания, миль на скорости, узлов                    | 8030 (14)                                                      | 7900 (14)                                                      | 8223 (14)                                                      | 10 000 (14)                                                    |                                                                |
| Артиллерия главного калибра                                    | 3×2 — 190-мм                                                   | 3×2 — 203-мм                                                   | 3×2 — 203-мм                                                   | 3×2 — 203-мм                                                   |                                                                |
| Универсальная артиллерия                                       | 6×2 — 102-мм                                                   | 4×1 — 120-мм                                                   | 4×1 — 120-мм                                                   | 4×1 — 102-мм                                                   |                                                                |
| Лёгкая зенитная артиллерия                                     | 6×1 — 40-мм                                                    | 4×2 — 25-мм, 2×2 — 13,2-мм                                     | 4×2 — 25-мм, 2×2 — 13,2-мм                                     | 4×1 — 40-мм, 2×4 — 12,7-мм                                     |                                                                |
| Торпедное вооружение                                           | 2×3 — 533-мм ТА                                                | 2×4 — 610-мм ТА                                                | 2×4 — 610-мм ТА                                                | 2×3 — 533-мм ТА                                                |                                                                |
| Бронирование, мм                                               | Борт — 70, палуба — 25, башни — 50, рубка — 65                 | Борт — 76, палуба — 32 — 35, башни — 25                        | Борт — 76, палуба — 32 — 35, башни — 25                        | Борт — 76, палуба — 37, башни — 25, погреба — 76 — 140         |                                                                |
| Экипаж, чел.                                                   | 780                                                            | 639                                                            | 657                                                            | 628                                                            |                                                                |

Из приведенной выше таблицы видно, что аргентинские крейсера заметно уступали по боевой мощи даже слабейшим из тяжёлых крейсеров других стран. Сопоставление же с полноценными «вашингтонскими» крейсерами оказывалось уже совсем не в пользу крейсеров «Альмиранте Браун». Ситуация усугублялась характерными для итальянской кораблестроительной школы недостатками. Корпусные конструкции кораблей оказались непрочными, сами крейсера перегружены вооружением и оборудованием, механизмы показали себя недостаточно надежными. Мореходность была недостаточной для океанских плаваний. Артиллерия главного калибра проверку в реальном бою не прошла, но по опыту применения аналогичных артсистем итальянского флота, следует предположить, что она оказалась бы малоэффективной. В англоязычной военно-морской литературе проект «Альмиранте Браун» подвергается резкой критике и признается совершенно неудовлетворительным.
Однако флоты латиноамериканских стран жили по своим стандартам. Возможность войны с великими морскими державами не рассматривалась всерьёз, потенциальными противниками были соседи по континенту. И в этом контексте крейсера типа «Альмиранте Браун» выглядели совсем иначе. На фоне крейсерских сил Бразилии и Чили, выглядевшими к началу 1930-х годов как плавучий музей, аргентинские крейсера казались непреодолимой силой. Они могли, по крайней мере теоретически, догнать и уничтожить любой бразильский или чилийский крейсер и при этом легко уйти от линкоров этих флотов. В результате, крейсера типа «Альмиранте Браун» дали аргентинскому флоту неоспоримое преимущество над потенциальными противниками и несомненно принесли определённые политические дивиденды. Несмотря на зарубежную критику, сами аргентинские моряки ценили свои корабли, гордились ими и считали вполне успешными.